# Labidura herculeana
Urechelnița gigantică din insula Sfânta Elena (Labidura herculeana) este o specie de urechelnițe endemice de pe insula Sfânta Elena, o insulă izolată în sudul oceanului Atlantic.

## Descriere
Cu dimensiuni de până la 84 milimetri în lungime incluzând cercii, Labidura herculeana este cea mai mare din lume. Are spatele negru strălucitor, cu elitre scurte și fără aripi posterioare.

## Comportament
Trăiesc în subternan în ascunzișuri adănci, ieșind afară doar noapte, în general după ploi. Dave Clark de la grădina zoologică din Londra a afirmat că "Femele sunt mame foarte grijulii".

## Distribuție și  habitat
Specia este endemică în insula Sfânta Elena.

## Istoric
A fost descoperită de entomologul danez Johan Christian Fabricius în 1798. Mai târziu a fost confundată cu alte specii mai mici precum Labidura riparia, și nu a primit foarte multă atenție. A fost redescoperită în 1962 de către orinitologii Douglas Dorward and Philip Ashmole, și confirmată de zoologul Arthur Loveridge acesta numind-o L. loveridgei. În 1965 entomologii au găsit exemplare vii, care odată examinați au confirmat că L. loveridgei este aceaiași specie cu L. herculeana, numele științific inițial rămânând oficial. Alte căutari au fost fără rezultat, specia fiind văzută ultima dată în 1995.
In April 1995 another specimen of earwig remains was found. It proved that the earwigs not only lived in gumwood forests but, before breeding seabirds were wiped out by introduced predators, they also lived in seabird colonies.

## Conservation status
The earwig has not been seen alive since 1967, though there were unsuccessful searches for it in 1988, 1993 and 2003. It is possibly extinct due to habitat loss as well as predation by introduced rodents and an introduced centipede (Scolopendra morsitans). If it still exists, it may be threatened by the planned Saint Helena Airport at Prosperous Bay Plain. It is in category CR B1+2a ver 2.3 (1994) in the IUCN Red List of Threatened Species.